# Fonología del árabe
La fonología del árabe estándar moderno o árabe fuṣḥá se caracteriza por ser igual en todo el mundo árabe, es decir no tiene alteraciones entre países. Esta lengua se utiliza como lengua culta, en los medios de comunicación y escritos formales, en oposición a las variedades dialectales de árabe, que difieren enormemente unas de otras.
El árabe estándar moderno, basado en el árabe clásico del Corán, tiene 28 fonemas consonánticos y 6 fonemas vocálicos. Los fonemas consonánticos se diferencian entre consonantes enfáticas y no enfáticas. Muchos de estos fonemas perduran en las variedades dialectales mientras que otros han desaparecido debido a una sustitución por otro fonema o por una división de este.

## Vocales

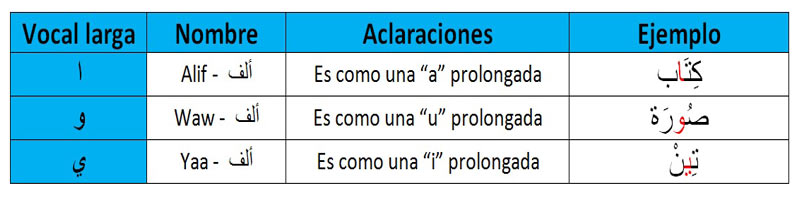
Vocales largas

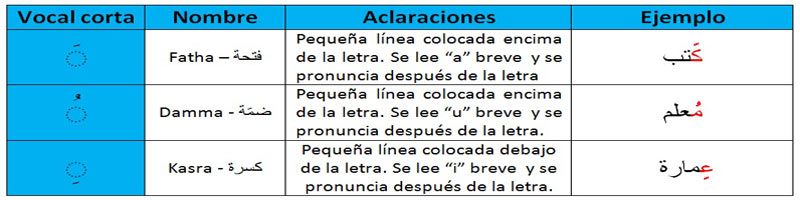
Vocales breves

El árabe estándar moderno tiene 6 vocales, a saber, 3 cortas (/a, i, u/) y tres largas (/aː, iː, uː/). También posee en teoría solo dos diptongos: /aj/ y /aw/. Las combinaciones /ja/ y /wa/ no se consideran diptongos sino consonante + vocal.
| Vocal   | Anteriores | Central | Posteriores |
| ------- | ---------- | ------- | ----------- |
| Cerrada | i, iː      |         | u, uː       |
| Media   |            |         |             |
| Abierta |            | a, aː   |             |

## Consonantes
|             |             | Labial | Dental | Alveolar | Alveolar | Palato - alveolar | Palatal | Velar   | Uvular  | Faringeal | Glotal |
| ordinario   | enfático    | Labial | Dental |          |          | Palato - alveolar | Palatal | Velar   | Uvular  | Faringeal | Glotal |
| ----------- | ----------- | ------ | ------ | -------- | -------- | ----------------- | ------- | ------- | ------- | --------- | ------ |
| Nasal       | Nasal       | m م    |        | n ن      |          |                   |         |         |         |           |        |
| Oclusiva    | Sordo       |        |        | t ت      | tˤ ط     |                   |         | k ك     | q ق     |           | ʔ ء    |
| Oclusiva    | Sonoro      | b ب    |        | d د      | dˤ ض     | d͡ʒ ج              |         | (g)     |         |           |        |
| Fricativa   | Sordo       | f ف    | θ ث    | s س      | sˤ ص     | ʃ ش               |         | x ~ χ خ | x ~ χ خ | ħ ح       | h ه    |
| Fricativa   | Sonoro      |        | ð ذ    | z ز      | ðˤ ظ     |                   |         | ɣ ~ ʁ غ | ɣ ~ ʁ غ | ʕ ع       |        |
| Aproximante | Aproximante |        |        | l ل      | (lˤ ل)   |                   | j ي     | w و     |         |           |        |
| Vibrante    | Vibrante    |        |        | r ر      |          |                   |         |         |         |           |        |